# トレド (重巡洋艦)
| USS Toledo (CA-133) |                                                            |
| 艦歴                |                                                            |
| 発注:               |                                                            |
| 起工:               | 1943年9月13日                                              |
| 進水:               | 1945年5月6日                                               |
| 就役:               | 1946年10月27日                                             |
| 退役:               | 1960年5月21日                                              |
| 除籍:               | 1974年1月1日                                               |
| その後:             | 1974年にスクラップとして廃棄                               |
| 性能諸元            |                                                            |
| 排水量:             | 13,600 トン                                                |
| 全長:               | 674 ft 11 in                                               |
| 全幅:               | 70 ft 10 in                                                |
| 吃水:               | 20 ft 6 in                                                 |
| 機関:               |                                                            |
| 最大速:             | 33ノット                                                   |
| 兵員:               | 士官、兵員1,142名                                          |
| 兵装:               | 8インチ砲9門、 5インチ砲12門、 40mm機銃48基、 20mm機銃28基 |
| 搭載機:             |                                                            |

トレド(USS Toledo, CA-133)は、アメリカ海軍の重巡洋艦。ボルチモア級重巡洋艦の12番艦。艦名はオハイオ州トレドに因む。その名を持つ艦としては2隻目。

## 艦歴
トレドは1943年9月13日にニュージャージー州カムデンのニューヨーク造船所で起工し、1945年5月6日にエドワード・J・モーン夫人によって進水する。1946年10月27日にフィラデルフィア海軍工廠でオーガスト・J・デッツアー・ジュニア艦長の指揮下就役した。
トレドは1947年1月6日に西インド諸島への2ヶ月に及ぶ訓練巡航に出航した。グアンタナモ湾での整調訓練後、トレドはアメリカ領ヴァージン諸島のセント・トーマス島、ジャマイカのキングストン、ハイチのポルトープランスを訪れ、その後フィラデルフィアに帰還し3週間の信頼性試験を行う。4月14日にフィラデルフィアを出航、大西洋横断に向かう。トレドは地中海からスエズ運河を通過し、インド洋を抜け6月15日に横須賀に到着した。日本および韓国の港を訪れ、10月まで占領軍の支援に従事した。10月21日に横須賀を出航し、最初の太平洋横断を行う。真珠湾を経由し11月5日にカリフォルニア州ロングビーチに到着した。
トレドは朝鮮戦争の戦功で5個の従軍星章を受章した。